# Cerithideopsis australiensis
Cerithideopsis australiensis is een slakkensoort uit de familie van de Potamididae. De wetenschappelijke naam van de soort is voor het eerst geldig gepubliceerd in 2014 door Reid en Claremont.